# 和光町 (浜松市)
和光町（わこうちょう）は静岡県浜松市中央区の町名。丁番を持たない単独町名である。住居表示未実施。

## 地理
浜松市中央区の北部に位置する。東から時計回りに浜名区細江町中川・中央区大山町・浜名区細江町気賀と接する。

### 河川
- 和地大谷川

### 学区
小学校・中学校の学区は以下の通りである。
- 浜松市立和地小学校
- 浜松市立湖東中学校

## 歴史

### 町名の由来
大正時代の入植以来、西大山区に属し、その裏にあることから「裏山」と呼ばれていた。1956年に和地村と伊佐見村が合併して湖東村となる際に、「裏山」という暗いイメージを持つ地区名からの改称論が上がった。その際に地区名選びが行われ、「和光」と「幸岡」が選ばれて決選投票の結果「和光」となった。「和」かな「光」さす里という区民の意味が込められている。

### 沿革
- 1876年（明治9年） - 敷知郡東大山村と西大山村が合併して大山村となる。旧村名は大字として残る[書籍 3]。
- 1889年（明治22年）4月1日 - 町村制の施行により、敷知郡大山村が周辺の村と合併して敷知郡和地村がとなる[WEB 8]。
- 1896年（明治29年）4月1日 - 郡制の施行により、和地村の所属郡が浜名郡に変更となる。
- 1956年（昭和31年）9月30日 – 和地村と伊佐見村が合併して湖東村となる。
- 1960年（昭和35年）10月1日 – 湖東村が浜松市に編入される。
- 1963年（昭和38年）7月1日 - 新番地が決まるとともに、大字西大山 和光区から和光町へ住所表記を変更する[書籍 4]。
- 1978年（昭和53年）10月1日 - 細江町大字気賀との間で境界変更が実施される[WEB 9]。
- 2007年（平成19年）4月1日 - 浜松市が政令指定都市となる。和光町は西区の一部となる。
- 2024年（令和6年）1月1日 - 浜松市の行政区再編により、和光町は中央区の一部となる。

## 施設
- 社会福祉法人和光会 本部
  - 幼保連携型認定こども園 和光こども園
- エムエスケイ 本社
- 和光白山神社

## 交通

### 道路
- 静岡県道305号金指停車場和地線

## その他

### 警察
警察の管轄区域は以下の通りである。
| 番・番地等 | 警察署       | 交番・駐在所 |
| ---------- | ------------ | ------------ |
| 全域       | 浜松西警察署 | 湖東交番     |

### 消防
消防の管轄区域は以下の通りである。
| 番・番地等 | 消防署   | 本署/出張所 |
| ---------- | -------- | ----------- |
| 全域       | 西消防署 | 湖東出張所  |

### 書籍
1. ↑  『わがまち文化誌 和の里 今むかし』浜松市立和地公民館、2000年8月10日、164頁。
2. ↑  『わがまち文化誌 和の里 今むかし』浜松市立和地公民館、2000年8月10日、80頁。
3. ↑  『浜松市史 三』浜松市役所、1980年3月26日、21,176頁。
4. ↑  『わがまち文化誌 和の里 今むかし』浜松市立和地公民館、2000年8月10日、41,73,164頁。

### WEB
1. ↑  “h02_22.csv”.   総務省 (2022年2月10日). 2024年7月24日閲覧。
2. ↑  “chuouku_menseki.xlsx”.   浜松市 (2024年3月12日). 2024年7月24日閲覧。
3. ↑  “静岡県 浜松市中央区 和光町の郵便番号 - 日本郵便”.   日本郵便. 2025年2月15日閲覧。
4. ↑  “市外局番の一覧”.   総務省 (2022年3月1日). 2024年7月24日閲覧。
5. ↑  “事業所案内及び管轄地域（事務所3件、分室3件）”.   一般社団法人静岡県自動車会議所. 2024年7月24日閲覧。
6. ↑  “住居表示実施状況／浜松市”.   浜松市 (2024年1月4日). 2024年7月24日閲覧。
7. ↑  “学校名から探す／浜松市”.   浜松市 (2024年1月1日). 2024年7月24日閲覧。
8. ↑  “historyofcities.pdf”.   静岡県総務部合併推進室・財団法人静岡県市町村振興協会. 2024年9月26日閲覧。
9. ↑  “historyofcities.pdf”.   静岡県総務部合併推進室・財団法人静岡県市町村振興協会. 2024年9月18日閲覧。
10. ↑  “湖東交番｜静岡県警察”.   静岡県警察 (2024年1月1日). 2024年7月24日閲覧。
11. ↑  “消防署の町別管轄「わ」／浜松市”.   浜松市 (2024年3月21日). 2024年7月24日閲覧。